# Paterson (Film)
Paterson ist ein Film von Jim Jarmusch über einen Busfahrer, der sich der Lyrik verschrieben hat. Er feierte am 16. Mai 2016 im Rahmen der Filmfestspiele von Cannes Premiere und kam am 17. November 2016 in die deutschen Kinos. Am 28. Dezember 2016 lief der Film in den US-Kinos an.

## Handlung

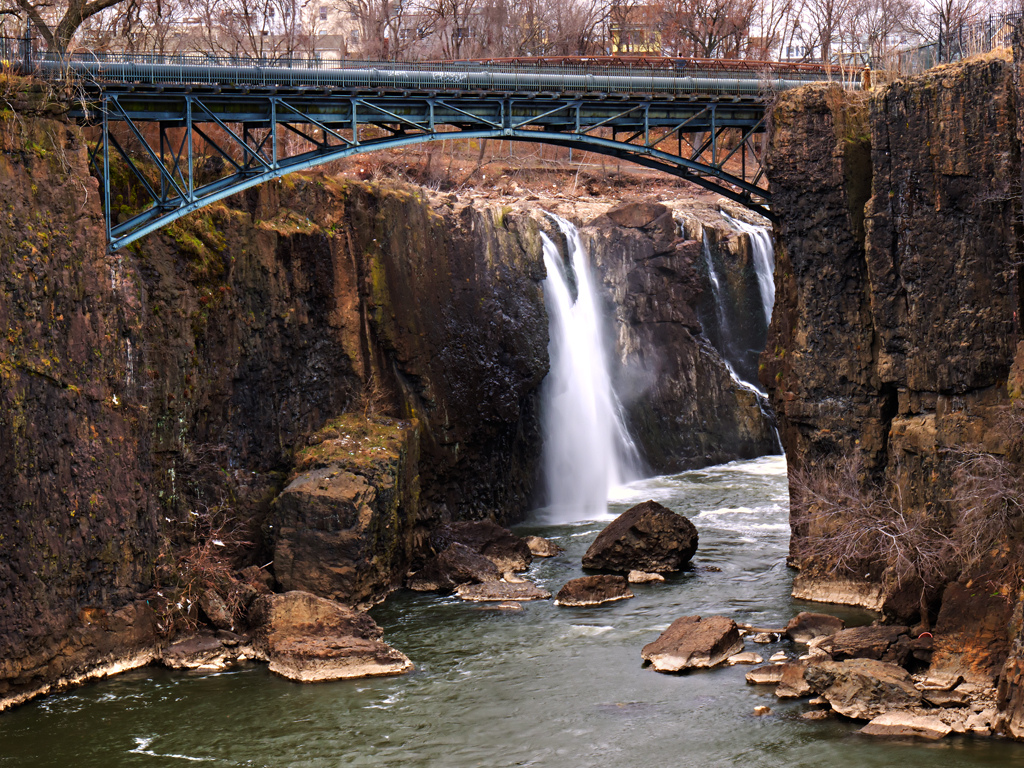
Patersons täglicher Ort für seine Mittagspause an den Wasserfällen des Passaic River

Der Film zeigt sieben Tage aus dem Leben von Paterson, einem Busfahrer in der Stadt Paterson in New Jersey. Er lebt mit seiner Frau Laura und der Englischen Bulldogge Marvin in einem kleinen Haus. Während Paterson ein gutmütiger, ruhiger und wortkarger Mann ist, wirkt Laura meist rastlos. Sie plappert ständig, redet auf Paterson ein und hat stets neue Pläne für ihre berufliche Zukunft. Einmal will sie eine Cupcake-Bäckerei eröffnen, dann wieder Musikerin werden. Unablässig gestaltet sie das Haus um, bemalt Wände, Türen und Vorhänge oder sie fertigt Kleider in ihren Lieblingsfarben Schwarz und Weiß. Während Laura ihre kreative Ader im Dekorieren der Wohnung auslebt, widmet sich Paterson der Poesie. Laura versucht ständig ihren Mann zu überreden, seine Gedichte zu veröffentlichen, oder wenigstens zu kopieren, doch dem liegt nichts daran.
Paterson ordnet die Poesie seinem von Routine bestimmten Leben unter. Jeden Morgen wacht er um etwa Viertel nach sechs auf, ohne hierfür einen Wecker zu brauchen. Er küsst seine Frau, die weiterschläft, und frühstückt stets die gleichen Frühstücksflocken. Bevor er morgens mit dem Bus losfährt, schreibt er noch kurz ein paar Gedanken in sein Notizbuch. Ebenso verbringt er jede Mittagspause auf einer Bank mit Blick auf die Wasserfälle des Passaic River. Während Paterson jeden Tag die gleiche Strecke der Stadtbus-Linie 23 wie ein Uhrwerk abfährt, vorbei an den berühmten Wasserfällen, erhascht er hier und da Gesprächsfetzen seiner Fahrgäste, die seine Phantasie anregen und ihn zum Schreiben inspirieren.
Nach der Arbeit geht er hinunter in einen engen, mit Farbtöpfen und Büchern vollgestopften Kellerraum – an der Wand hängt ein gerahmtes Porträt von William Carlos Williams – und schreibt seine Gedichte auf. Marvin lagert die meiste Zeit im Wohnzimmer auf einem Sessel, gelegentlich scheint er mit unwirschem Schnauben und missvergnügter Miene seine Abneigung gegen Paterson auszudrücken. Für Laura ist Marvin ein wenig der Ersatz für ein Kind. Für Paterson ist der Hund eine Belastung, er mag ihn nicht leiden, lässt sich das aber kaum anmerken.
Nach dem Abendessen mit Laura führt er den Hund aus und kehrt dabei auf genau ein Bier in seine Stammkneipe ein. Er redet ein wenig mit dem Wirt, der eine Pinnwand mit Zeitungsausschnitten über Persönlichkeiten der Stadt Paterson angelegt hat. Er beobachtet die Stammgäste und hört ihren Gesprächen zu.
Die Tage Montag bis Donnerstag verlaufen ziemlich gleichförmig. Am Freitag bleibt Patersons Bus mit einer Panne stehen. Am Sonnabend hat Paterson dienstfrei. Seine Frau und er gehen mit dem Geld, das Laura beim Cupcake-Verkauf verdient hat, essen, danach ins Kino und schauen sich dort den Horrorfilmklassiker Island of Lost Souls an. Als sie nach Hause kommen, hat Marvin Patersons Notizbuch mit all seinen Gedichten zerfetzt.
Am ebenfalls dienstfreien Sonntag bricht Paterson niedergeschlagen zu einem Spaziergang auf. Am Wasserfall der Stadt wird er von einem japanischen Touristen und Dichter angesprochen, der die Heimatstadt des Lyrikers William Carlos Williams besichtigt. Aus seiner Tasche zieht er ein Buch mit Williams’ Gedichten in japanischer Übersetzung. Gefragt, ob er auch ein Dichter sei, zögert Paterson, bis er schließlich verneint; er sei nur ein Busfahrer. Bevor er geht, schenkt ihm der Tourist ein eher gewöhnlich gebundenes Notizbuch mit leeren Blättern. Paterson denkt ein wenig nach, nimmt seinen Kugelschreiber und fängt an zu schreiben.
Tags darauf, Montag, erwacht Paterson wieder pünktlich, um seine Routinen zu beginnen.

## Produktion

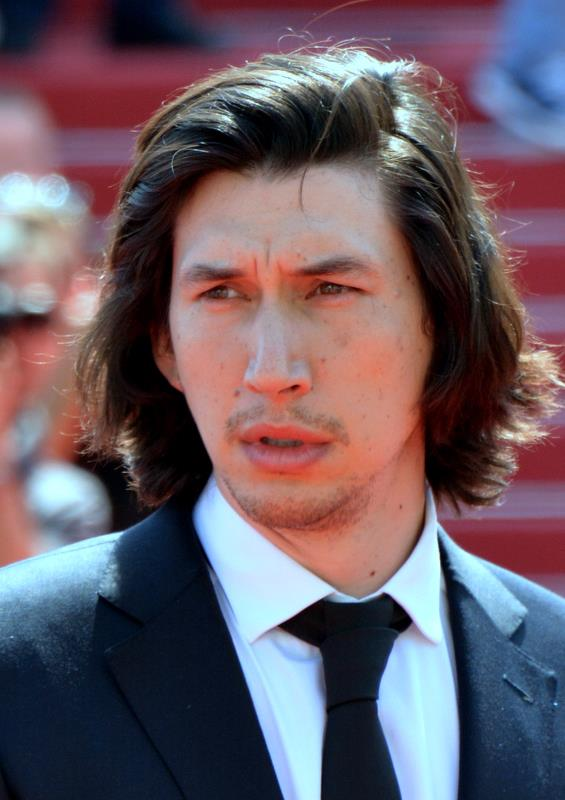
Adam Driver, im Film der Poesie-begabte Busfahrer, bei der Premiere auf den Filmfestspielen von Cannes

Paterson wurde produziert von der deutschen Firma K5 sowie von den Amazon Studios unter dem Label Amazon Original Movies.
Regisseur Jim Jarmusch schrieb auch das Drehbuch. Der US-amerikanische Schauspieler Adam Driver spielte die titelgebende Hauptfigur Paterson, die in Frankreich lebende iranische Schauspielerin Golshifteh Farahani seine Frau Laura. Für Masatoshi Nagase, im Film ein japanischer Dichter, war Paterson nach Mystery Train der zweite Film mit Jarmusch. Kara Hayward  und Jared Gilman, die beiden Hauptdarsteller aus Moonrise Kingdom, haben einen kurzen Auftritt während einer Szene in Patersons Bus.
Die Dreharbeiten fanden in Paterson im US-amerikanischen Bundesstaat New Jersey, dem Handlungsort des Films, statt. Nach Night on Earth und Broken Flowers war der Film Jarmuschs dritte Zusammenarbeit mit Kameramann Frederick Elmes. Das Szenenbild entwarf Mark Friedberg.
Die im Film vorkommenden Gedichte stammen von Ron Padgett, dem Lieblingsdichter des Autorenfilmers Jarmusch. Der aus Oklahoma stammende Dichter gilt als Poet der New Yorker Schule. Die minimalistischen Texte, die Jarmusch seinen Protagonisten Paterson schreiben lässt, sind inspiriert vom Werk des Dichters William Carlos Williams, der ein episches Gedicht in fünf Bänden über die Stadt Paterson schrieb, das als sein Meisterwerk gilt. Das Gedicht Water Fall hat Jim Jarmusch geschrieben.
Die Filmmusik stammt von Carter Logan und Jim Jarmusch. Im Dezember 2016 wurde der Soundtrack als Anwärter in der Kategorie Beste Filmmusik für die Oscarverleihung 2017 in die Kandidatenliste (Longlist) aufgenommen, aus der die Mitglieder der Akademie die offiziellen Nominierungen bestimmen. Am 22. September 2017 wurde der Soundtrack zum Film, der acht Musikstücke umfasst, von Third Man Records veröffentlicht.
Der Film feierte am 16. Mai 2016 im Rahmen der Filmfestspiele von Cannes Premiere. Auf der Filmkunstmesse Leipzig wurde Paterson im September 2016 erstmals einem deutschen Fachpublikum vorgestellt. Im Oktober 2016 folgte eine Vorstellung im Rahmen der Internationalen Hofer Filmtage und auf der Viennale. Am 17. November 2016 kam Paterson in die deutschen Kinos. In Deutschland und Österreich wird der Film vom Weltkino Filmverleih vertrieben, in der Schweiz von Filmcoopi. Die Amazon Studios haben die Rechte für den US-amerikanischen Markt, wo der Film am 28. Dezember 2016 anlief.

## Deutsche Synchronfassung
Die deutsche Synchronbearbeitung entstand bei der TaunusFilm Synchron GmbH in Berlin. Dr. Änne Troester schrieb das Dialogbuch, Harald Wolff führte Dialogregie.
| Darsteller             | Deutscher Sprecher | Rolle               |
| ---------------------- | ------------------ | ------------------- |
| Adam Driver            | Julien Haggège     | Paterson            |
| Golshifteh Farahani    | Sanam Afrashteh    | Laura               |
| Barry Shabaka Henley   | Axel Lutter        | Doc                 |
| Chasten Harmon         | Anne Helm          | Marie               |
| Rizwan Manji           | Imtiaz Haque       | Donny               |
| William Jackson Harper | Tim Sander         | Everett             |
| Masatoshi Nagase       | Chiaki Ikuta       | japanischer Dichter |
| Method Man             | Martin Kautz       | Method Man          |
| Troy T. Parham         | Dennis Sandmann    | Dave                |
| Trev Parham            | Dennis Sandmann    | Sam                 |

## Rezeption

### Altersfreigabe
In Deutschland wurde der Film von der FSK ohne Altersbeschränkung freigegeben. In der Freigabebescheinigung heißt es: „Der sehr ruhig und undramatisch erzählte Film richtet sich an ein jugendliches und erwachsenes Publikum. Eine sanft dramatische Szene in einer Kneipe wird schnell aufgelöst und entwickelt selbst bei den jüngsten Zuschauern keine ängstigende Wirkung. Auch sonst enthält der Film keinerlei Szenen oder Dialoge, die Kinder im Vorschulalter beeinträchtigen oder negativ überfordern könnten.“

### Kritiken und Einspielergebnis
Der Film konnte 96 Prozent der Kritiker bei Rotten Tomatoes überzeugen und gehörte damit zu den dort am besten bewerteten Filmen des Jahres 2016. Andreas Platthaus von der FAZ nennt Paterson ein leises Meisterwerk, das die sonstige laute Kinokonkurrenz stumm machen sollte vor Neid. Von der britischen Filmzeitschrift Sight & Sound wurde Paterson in die Top Ten der besten Filme des Jahres aufgenommen.
Jan Schulz-Ojala vom Tagesspiegel meint, es passiere peinigend wenig in Jim Jarmuschs Paterson. Der Film sei, so Schulz-Ojala, zwar „eine Liebeserklärung ans Schreiben und erst recht eine ans Lieben, zuallererst aber eine an das Sein.“ Auch Talia Soghomonian von collider erkennt die Hommage an die Poesie, die der Regisseur schuf, und meint: „Jarmusch versucht nicht, eine Botschaft zu vermitteln, sondern bloß Poesie mit einer einzigartigen Textur zu gestalten. Und während sich das Tempo so langsam anfühlt, wie der Bus durch Paterson pendelt, tut sich da in der Stadt der Poesie dennoch eine himmlische Lebensgeschichte auf.“
Karsten Visarius von epd Film sagt, von der Anordnung der Buchstaben auf einer Streichholzschachtel, die Paterson bedichtet, bis zu den Geschichten, die sich die Pendler im Bus erzählen, sei der Film von Mustern, Reimen und Korrespondenzen geprägt und feiere damit, was man im Zeitalter der digitalen Formierung schon fast verloren glaubte, nämlich die Kunst des Handelns im Alltag und die Kreativität der Einzelnen, und der Film sei so selbst ein Gedicht. Auch für Fritz Göttler von der Süddeutschen Zeitung ist Paterson ein Film über die alltäglichen Dinge: „'Paterson' ist ganz und gar unspektakulär, die Stadt, der Mann, der Film, es gibt keine aufregenden Ereignisse, keine Aggression, keine Gewalt auf den nächtlichen Straßen, wie man sie aus dem Amerika der letzten Monate kennt, nicht mal besonders viele Menschen gehen dort.“ Jarmusch habe, so Göttler, einen Film geschaffen, in dem es nicht ums Erzählen, sondern ums Beobachten gehe und der die Materialität und Schönheit des geschriebenen Worts und das Schreiben als Action zelebriere, was im Zeitalter der permanenten Blockbuster-Übersteigerung und -Überforderung selten sei.
In Deutschland verzeichnete der Film 182.383 Besucher. In den USA, wo er bislang nur in ausgewählten Kinos gezeigt wurde, liegen die Einnahmen bei rund 2,2 Millionen US-Dollar, weltweit bei rund 8,4 Millionen US-Dollar.

### Auszeichnungen (Auswahl)
David di Donatello 2017

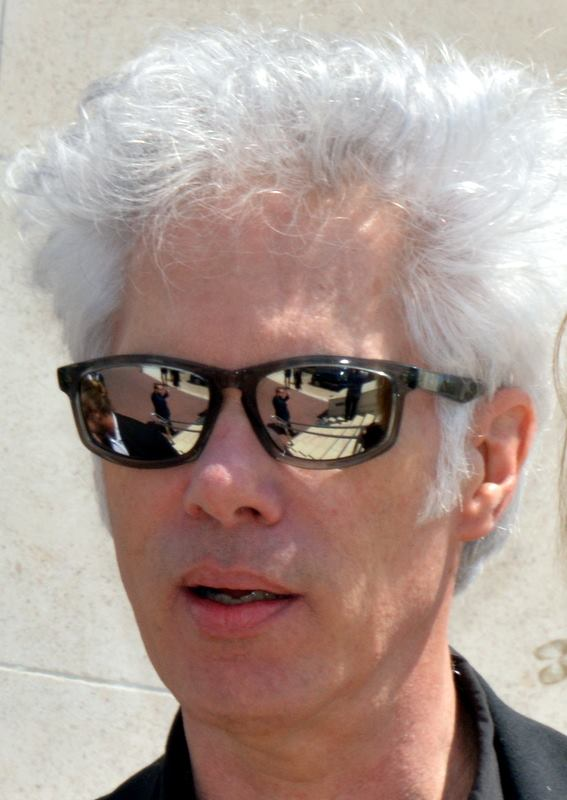
Regisseur Jim Jarmusch 2016 bei den Filmfestspielen von Cannes

- Nominierung in der Kategorie Bester ausländischer Film[24]

Filmfestspiele von Cannes 2016
- Palm Dog Award (Englische Bulldogge Nellie)[25]
- Nominierung für die Goldene Palme (Jim Jarmusch)

Gotham Independent Film Award 2016
- Nominierung als Bester Spielfilm
- Nominierung in der Kategorie Bestes Drehbuch
- Nominierung als Bester Schauspieler (Adam Driver)[26]

International Film Festival Rotterdam 2017
- Nominierung für den MovieZone Award (Jim Jarmusch)[27]

London Critics’ Circle Film Awards 2017
- Nominierung in der Kategorie Bester Hauptdarsteller (Adam Driver)[28]

Los Angeles Film Critics Association Awards 2016
- Bester Hauptdarsteller (Adam Driver)[29]

Online Film Critics Society Awards 2017
- Nominierung in der Kategorie Bester Film[30]

Toronto Film Critics Association Award 2016
- Bester Hauptdarsteller (Adam Driver)[31]